# Bo (voornaam)
Bo is een voornaam die zowel voor jongens als voor meisjes gebruikt wordt. De naam is mogelijk geïnspireerd door het Franse woord beau, dat mooi betekent. De mannelijke naam is een verkorting van Willibrord.

## Bekende personen met de naam Bo
- Bo Hamburger, een Deens wielrenner
- Bo Derek, een Amerikaanse actrice
- Bo Diddley, Amerikaanse zanger/gitarist
- Bo Van Spilbeeck, Belgisch journalist en auteur